# Um Dia de Sol
Um Dia de Sol é o quarto álbum da banda Papas da Língua , lançado em 2002 . Ele contém 11 faixas sendo duas músicas bônus. A banda lançou os sucessos "Lua Cheia/Fica Doida" em 2002. A música "Vem pra cá" está na trilha sonora da novela Viver a Vida da Rede Globo.

## Faixas
| N.º | Título                                   | Duração |  |
| 1.  | "Pequeno Grande Amor"                    |         |  |
| 2.  | "Super Herói / Superstar"                |         |  |
| 3.  | "Quase Bom"                              |         |  |
| 4.  | "Lua Cheia / Fica Doida"                 |         |  |
| 5.  | "Universo Colorido"                      |         |  |
| 6.  | "Diga que Vai"                           |         |  |
| 7.  | "Um Dia de Sol"                          |         |  |
| 8.  | "Seu AU AU"                              |         |  |
| 9.  | "Sorte" (part. esp. Adriana Calcanhotto) |         |  |
| 10. | "Vem Pra Cá"                             |         |  |
| 11. | "Pet Sematary"                           |         |  |

## Faixas Bônus
1. "Perto de Mim"
2. "No Calor da Hora"

## Prêmios e indicações

### Prêmio Açorianos
| Ano  | Categoria         | Indicação     | Resultado |
| ---- | ----------------- | ------------- | --------- |
| 2002 | Disco de Pop/Rock | Um Dia de Sol | Indicado  |